# Anastasía Mýskina
Anastasía Andréyevna Mýskina (en ruso: Анастаси́я Андре́евна Мы́скина, conocida como Anastasia Mýskina Анастаси́я Мы́скина, pronunciado: /ʌnəstʌˈsʲijə ˈmɨskʲɪnə/) es una exjugadora de tenis profesional rusa nacida el 8 de julio de 1981 en Moscú, Unión Soviética. Ganadora de un Grand Slam tras ganar el Torneo de Roland Garros 2004 se convirtió en la primera jugadora rusa en hacerlo, llegó a ser n.º 2 del ranking mundial de la WTA y campeona, junto a Roger Federer, de la ITF ese mismo año.

## Grand Slam

### Individual

#### Campeona (1)
| Año  | Campeonato    | Oponente en la final | Resultado |
| 2004 | Roland Garros | Elena Dementieva     | 6-1, 6-2  |

## Títulos WTA (15; 10+5)

### Individual (10)
| Leyenda                    |
| Grand Slam (1)             |
| WTA Tour Championships (0) |
| Tier I (2)                 |
| Tier II (3)                |
| Tier III (2)               |
| Tier IV (2)                |

| Títulos por Superficie |
| Dura (7)               |
| Hierba (0)             |
| Tierra batida (3)      |

| N.º | Fecha                    | Torneo        | Superficie    | Oponentes en la final | Resultado        |
| --- | ------------------------ | ------------- | ------------- | --------------------- | ---------------- |
| 1.  | 18 de julio de 1999      | Palermo       | Tierra batida | Ángeles Montolio      | 3-6, 7-6(3), 6-2 |
| 2.  | 14 de septiembre de 2002 | Bahía         | Dura          | Eleni Daniilidou      | 6-3, 0-6, 6-2    |
| 3.  | 16 de febrero de 2003    | Doha          | Dura          | Elena Likhovtseva     | 6-3, 6-1         |
| 4.  | 6 de abril de 2003       | Sarasota      | Tierra batida | Alicia Molik          | 6-4, 6-1         |
| 5.  | 28 de septiembre de 2003 | Leipzig       | Dura          | Justine Henin         | 3-6, 6-3, 6-3    |
| 6.  | 5 de octubre de 2003     | Moscú         | Dura          | Amélie Mauresmo       | 6-2, 6-4         |
| 7.  | 6 de marzo de 2004       | Doha          | Dura          | Svetlana Kuznetsova   | 4-6, 6-4, 6-4    |
| 8.  | 3 de junio de 2004       | Roland Garros | Tierra batida | Elena Dementieva      | 6-1, 6-2         |
| 9.  | 17 de octubre de 2004    | Moscú         | Dura          | Elena Dementieva      | 7-5, 6-0         |
| 10. | 25 de septiembre de 2005 | Calcuta       | Dura          | Karolina Sprem        | 6-2, 6-2         |

#### Finalista (9)
| N.º | Fecha                    | Torneo     | Superficie    | Oponentes en la final | Resultado        |
| --- | ------------------------ | ---------- | ------------- | --------------------- | ---------------- |
| 1.  | 16 de junio de 2002      | Birmingham | Hierba        | Jelena Dokić          | 2-6, 3-6         |
| 2.  | 22 de junio de 2002      | Eastbourne | Hierba        | Chanda Rubin          | 1-6, 3-6         |
| 3.  | 29 de septiembre de 2002 | Leipzig    | Dura          | Serena Williams       | 3-6, 2-6         |
| 4.  | 2 de noviembre de 2003   | Filadelfia | Dura          | Amélie Mauresmo       | 7-5, 0-6, 2-6    |
| 5.  | 1 de agosto de 2004      | San Diego  | Dura          | Lindsay Davenport     | 1-6, 1-6         |
| 6.  | 4 de agosto de 2005      | Estocolmo  | Dura          | Katarina Srebotnik    | 5-7, 2-6         |
| 7.  | 27 de mayo de 2006       | Estambul   | Tierra batida | Shahar Peer           | 6-1, 3-6, 6-7(3) |
| 8.  | 24 de junio de 2006      | Eastbourne | Hierba        | Justine Henin         | 6-4, 1-6, 6-7(5) |
| 9.  | 13 de agosto de 2006     | Estocolmo  | Dura          | Jie Zheng             | 4-6, 1-6         |

### Dobles (5)
| Leyenda                    |
| Grand Slam (0)             |
| WTA Tour Championships (0) |
| Tier I (1)                 |
| Tier II (4)                |
| Tier III (2)               |
| Tier IV & V (2)            |

| N.º | Fecha                    | Torneo      | Superficie | Pareja             | Oponentes en la final                       | Resultado     |
| --- | ------------------------ | ----------- | ---------- | ------------------ | ------------------------------------------- | ------------- |
| 1.  | 25 de septiembre de 2004 | Bali        | Dura       | Ai Sugiyama        | Svetlana Kuznetsova Arantxa Sánchez Vicario | 6-3, 7-5      |
| 2.  | 23 de octubre de 2004    | Moscú       | Dura       | Vera Zvonariova    | Virginia Ruano Pascual Paola Suárez         | 6-3, 4-6, 6-2 |
| 3.  | 1 de octubre de 2005     | Calcuta     | Dura       | Yelena Líjovtseva  | Neha Uberoi Shikha Uberoi                   | 6-1, 6-0      |
| 4.  | 15 de octubre de 2005    | Filderstadt | Dura       | Daniela Hantuchová | Kveta Peschke Francesca Schiavone           | 6-0, 3-6, 7-5 |
| 5.  | 15 de octubre de 2006    | Varsovia    | Dura       | Yelena Líjovtseva  | Anabel Medina Katarina Srebotnik            | 6-3, 6-4      |

#### Finalista (1)
| N.º | Fecha                | Torneo | Superficie | Pareja          | Oponentes en la final             | Resultado |
| --- | -------------------- | ------ | ---------- | --------------- | --------------------------------- | --------- |
| 1.  | 5 de octubre de 2003 | Moscú  | Dura       | Vera Zvonariova | Nadia Petrova Meghann Shaughnessy | 3-6, 4-6  |

## Clasificación histórica
| Torneo                 | 1999  | 2000  | 2001  | 2002  | 2003  | 2004  | 2005  | 2006  | 2007  | Participaciones | Ganados-Perdidos |
| ---------------------- | ----- | ----- | ----- | ----- | ----- | ----- | ----- | ----- | ----- | --------------- | ---------------- |
| Abierto de Australia   | A     | A     | A     | 2R    | CF    | CF    | 4R    | 4R    | A     | 0 / 5           | 14-5             |
| Roland Garros          | A     | 1R    | 1R    | 1R    | 2R    | G     | 1R    | 4R    | 1R    | 1 / 8           | 11-7             |
| Wimbledon              | A     | 3R    | 2R    | 3R    | 4R    | 3R    | CF    | CF    | A     | 0 / 7           | 18-7             |
| U.S. Open              | 2R    | 1R    | 1R    | 3R    | CF    | 2R    | 3R    | 1R    | A     | 0 / 8           | 10-8             |
| Participaciones        | 0 / 1 | 0 / 3 | 0 / 3 | 0 / 4 | 0 / 4 | 1 / 4 | 0 / 4 | 1 / 4 | 0 / 1 | 1 / 28          | N/A              |
| Ganados-Perdidos       | 1–1   | 2–3   | 1–3   | 5–4   | 12-4  | 14-3  | 8–4   | 10-4  | 0–1   | N/A             | 53-27            |
| Juegos Olímpicos       |       |       |       |       |       |       |       |       |       |                 |                  |
| Juegos Olímpicos       | NC    | 2R    | NC    | NC    | NC    | SF    | NC    | NC    |       | 0 / 0           | 0–0              |
| Torneos Finales de año |       |       |       |       |       |       |       |       |       |                 |                  |
| WTA Tour Championships | A     | A     | A     | 1R    | 4R    | SF    | A     | A     | A     | 0 / 3           | 3–5              |
| Torneos WTA Tier I     |       |       |       |       |       |       |       |       |       |                 |                  |
| Doha                   | A     | A     | A     | CF    | G     | G     | 4R    | 4R    | A     | 2 / 5           | 10–3             |
| Indian Wells           | A     | 1R    | A     | 4R    | 2R    | SF    | A     | 4R    | A     | 0 / 5           | 8–5              |
| Miami                  | A     | 3R    | 1R    | 3R    | 2R    | A     | 4R    | CF    | A     | 0 / 6           | 8–6              |
| Charleston             | A     | 2R    | 1R    | CF    | 2R    | A     | 2R    | A     | A     | 0 / 5           | 4–5              |
| Berlín                 | A     | A     | 1R    | 2R    | 2R    | CF    | 2R    | A     | A     | 0 / 5           | 2–5              |
| Roma                   | A     | A     | 1R    | CF    | CF    | 2R    | A     | 3R    | A     | 0 / 5           | 9–5              |
| Toronto/Montréal       | A     | 1R    | 2R    | 1R    | 3R    | SF    | SF    | 2R    | A     | 0 / 7           | 8–7              |
| Tokio                  | A     | A     | A     | RP    | A     | A     | A     | SF    | A     | 0 / 2           | 5–2              |
| Moscú                  | 2R    | A     | SF    | 1R    | G     | G     | CF    | A     | A     | 2 / 6           | 18–7             |
| San Diego              | A     | A     | A     | 3R    | A     | F     | A     | A     | A     | 0 / 2           | 5–2              |
| Zürich                 | A     | CF    | RP    | 2R    | A     | A     | SF    | 1R    | A     | 0 / 3           | 4–3              |
| Finalista              | 1     | 0     | 0     | 4     | 5     | 4     | 2     | 3     | 0     | N/A             | 19               |
| Torneos ganados        | 1     | 0     | 0     | 1     | 4     | 3     | 1     | 0     | 0     | N/A             | 10               |
| Dura                   | 5–5   | 4–8   | 7–6   | 25-17 | 32-14 | 41-15 | 28-12 | 15-11 | 0–1   | N/A             | 158-90           |
| Tierra batida          | 5–1   | 6–6   | 1–4   | 12-8  | 11-6  | 12-2  | 3–6   | 8–4   | 0–1   | N/A             | 58-38            |
| Hierba                 | 0–0   | 5–3   | 3–2   | 10-3  | 3–2   | 2–1   | 5–2   | 8–2   | 0–0   | N/A             | 36-15            |
| Ganados-Perdidos       | 10-6  | 16-18 | 11-12 | 47-28 | 46-22 | 55-18 | 36-20 | 31-17 | 0-2   | N/A             | 252-143          |
| Ranking                | 65    | 58    | 59    | 11    | 7     | 3     | 14    | 16    | 1038  | N/A             | N/A              |

- RP = Perder en las rondas previas clasificatorias del torneo.
- A = Ausente, no participó en el torneo.
- NC = No celebrado